# Prästgatan
Prästgatan  er en gade Gamla stan, den gamle del af det centrale Stockholm, Sverige, der går fra vest ved Stockholms Slot til gaden Österlånggatan i det sydlige hjørne af byen. Prästgatan kæber parakkekt ned med Västerlånggatan med vest og Trångsund, Skomakargatan og Svartmangatan mod øst. Den krydses af Storkyrkobrinken, Ankargränd, Spektens Gränd, Solgränd, Kåkbrinken, Tyska Brinken, Tyska Stallplan, Mårten Trotzigs Gränd og Norra Benickebrinken.
På hjørnet af Prästgatan og Kåkbrinken er der en runesten, som er sat ind som en del af fundmentet på huset, og den har inskriptionen "Torsten og Frögunn rejste stenen efter deres søn". Stenen blev sandsynligvis bragt til Stockholm som byggemetariale, men det er ukendt hvorfra. Da det kvindelige navn Frögunn er et hedensk navn, er den sandsynligvis fra omkring år 1000, hvilket gør stenen 200 ældre end Stockholm.